# アーカンソー州の歴史
この項目では、アメリカ合衆国に属する州であるアーカンソー州（英語：State of Arkansas）の歴史について述べる。

## 歴史

### アメリカ合衆国への併合以前
そもそも、アーカンソーという州名は、アメリカ州の先住民族の一部、ラコタ（スー族）に属するクアポー族に他のインディアンが与えた呼称で､「下流の人々」を意味する。綴りArkansasの発音方法は州議会で決められた。アーカンザスかアーカンソーか揉めた末、1881年の議会の議決によってアーカンソーとなった。このように、現在のアーカンソー州の地域は、アメリカ先住民の居住地域であった。

### ヨーロッパ諸国の領有
16世紀以降、州の東境を流れるミシシッピ川などを北上してきたスペイン人の探検・調査が進んだ。18世紀にはフランス王国（ブルボン朝）が支配したが、フレンチ・インディアン戦争でイギリスに敗れた1763年のパリ条約 (1763年)でスペインに割譲された。1800年、フランス革命後に統領政府の実権を握ったナポレオン・ボナパルトは秘密条約によりこの地をスペインから回復したが、ナポレオン戦争でイギリスからの攻撃を受けても防衛は困難と判断し、親仏的だった当時のアメリカ合衆国（連邦政府、トーマス・ジェファーソン大統領）へミシシッピ川西岸の広大な地域を売却することを決断した。こうして1803年、ルイジアナ買収が成立し、この地域はアメリカ領になった。

### 連邦への加盟
アメリカ併合時、現在のアーカンソー州の領域は人口希薄地帯だったが、フロンティア開拓による東部からの移住により人口が急増し、1819年に準州、1836年に州が成立して、連邦に加入した。なお、これは州法で奴隷制度の実施を認めた「奴隷州」としての参加だった。州内には温暖な気候を利用し、黒人（アフリカ系）奴隷を使役して綿花をイギリスなどへ輸出するプランテーション（大規模農園）が形成された。一方、国内北部のような工業化は進展しなかった。そのため、アーカンソー州政府やその形成基盤である白人農園主は奴隷制度の存続を強く望んでいた。

### 南北戦争前後
1861年、他の南部諸州がアメリカ連合国（南部連合）を結成を宣言し、連邦との間に南北戦争が始まると、アーカンソー州政府は北部諸州が中心の連邦を脱退して、連合国に参加したが、ほどなく連邦軍の侵攻を受け、統治機構は崩壊した。
1865年にアメリカ連合国が降伏するとアーカンソー州地域は連邦の軍政下に置かれたが、レコンストラクションと呼ばれる一連の南部諸州再建政策により1868年には連邦への復帰が認められた。しかし州内の混乱は続き、1874年には州都リトルロックでブルックス・バクスター抗争(w:Brooks-Baxter War)が発生した。これは100人以上の犠牲者を出し、連邦のユリシーズ・S・グラント大統領が介入して、民選の州知事を追放した民兵集団を連邦軍が解体して決着した。これ以後、アーカンソー州は約100年間にわたり民主党が州知事を独占し、保守的な気風がさらに強まった。
また、内陸にあって工業製品の輸送に適さず、大消費地に発展した国内北部の大都市からは遠い同州において、工業化は長い間進まず、第二次世界大戦前後の1940年代から50年代にかけては州人口が減少した。なお、この戦争ではリトルロック出身のダグラス・マッカーサーが将軍としてフィリピン戦線で従軍し、1945年の戦争終結後は日本を占領統治する連合国軍最高司令官総司令部の最高司令官（GHQ/SCAP総帥）となった（1951年まで）。

### 第二次世界大戦後
1957年、白人と黒人の分離教育を違憲とした3年前の連邦最高裁判決を受け、州の教育委員会が白人専用だったリトルロック中央高校に黒人生徒9人（リトルロック・ナイン、w:Little Rock Nine）の受け入れを決めたのに対し、州知事のオーヴァル・フォーバス(w:Orval Faubus)は州内に色濃い人種差別主義の影響力を考慮し、州兵を動員して生徒達の登校を阻止した（リトルロック高校事件）。これは当時の公民権運動の象徴の一つとなり、ドワイト・アイゼンハワー大統領は連邦軍を直接投入して生徒の登校を強制的に実現させたが、フォーバスは公立学校の全面閉鎖などで抵抗を続け、州民は1968年まで7期14年にわたりフォーバスを州知事に選んだ。
1978年の選挙では当時32歳の民主党候補、ビル・クリントンが州知事に選ばれ、以後1度の落選を挟んで5期、通算12年務めた。クリントンは教育水準の向上などに力を入れ、その統治が評価された結果、1992年の大統領選挙で当選して、1993年から2001年まで同州出身者初の連邦大統領となった。
リトルロック・ナインに象徴される人種問題の混乱が一応収拾され、平穏を取り戻した1970年代以降、州の人口は上昇傾向に転じた。豊富だった天然資源の開発に加え、自動車工業を中心とした大規模工場の立地が続き、農業に大きく依存していた産業の近代化が徐々に進んだ。アメリカの自動車メーカー各社に続き、21世紀に入ってからは日本の日野自動車も部品工場を建設した。しかし、一人当たりの州民所得は今でも全米で最低ランクにあり、プア・ホワイトと呼ばれる白人貧困層が多い状況の改善は終わっていない。